# Eurysaurus
Eurysaurus es un género extinto de plesiosaurio cuyo nombre significa "lagarto ancho".
Originalmente clasificado como un notosaurio, esta especie del Jurásico Temprano fue descubierta en 1878 en Echenoz-la-Meline, Francia. Dicho hallazgo fósil que consistía en un cráneo, dientes y cinco vértebras se encuentra actualmente perdido. La especie tipo es Eurysaurus raincourti y una segunda especie Eurysaurus schafferi  fue descubierta en 1924 pero fue absorbida por el género no relacionado Germanosaurus.

## Historia
El holotipo, descrito por primera vez en 1878 por Albert Gaudry, se ha perdido desde entonces. Un nuevo estudio basado esencialmente en ilustraciones del material tipo por Noah (2001) ha considerado a Eurysaurus como un nomen dubium, probablemente algún pliosaurio del género Simolestes. sin embargo, debido a la diferencia estratigráfica de los dos, es posible que Eurysaurus fuera un género separado.

## Clasificación
Gaudry en 1878 clasificó originalmente a Eurysaurus como un notosaurio. En 2001, Noah reclasificó a Eurysaurus como un plesiosaurio posiblemente perteneciente a Pliosauroidea.